# JFE Holdings
JFE Holdings (яп. JFE ホールディングス株式会社 дзэйэфуи: хо:рудингусу кабусики-гайся) — японская сталелитейная корпорация, возникшая в 2002 году путём слияния NKK (яп. 日本鋼管株式会社 Нихон ко:кан кабусики-гайся) и Kawasaki Steel Corporation (яп. 川崎製鉄株式会社 Кавасаки сэйтэцу кабусики-гайся). «JFE» означает «Предприятие будущего Японии» (англ. Japan Future Enterprise). Главный офис компании находится в Токио. Основной бизнес — производство стали, также работает в области строительства, инженерии, логистики и в химической индустрии.

## История
История Kawasaki Steel Corporation началась в апреле 1878 года с верфи, основанной Содзо Кавасаки в Токио. Позже у верфи появилось собственное сталелитейной производство, в 1950 году выделенное в самостоятельную корпорацию.
Компания Nippon Kokan K.K. начала работу в июне 1912 года. В 1936 году компания построила свой первый металлургический комбинат. В 1940 году Nippon Kokan объединилась с Tsurumi Iron Works Dockyard. В 1988 году название компании было изменено на NKK.
С апреля 2000 года между компаниями начались переговоры об объединении операций. В сентябре 2002 года NKK и Kawasaki Steel объединились в JFE Holdings, акции этой холдинговой компании были размещены на Токийской, Осакской и Нагойской фондовых биржах. В декабре 2003 года в Гуанчжоу было создано совместное предприятие Guangzhou JFE Steel Sheet  по производству горячекатного стального листа. В марте 2008 года судостроительная Universal Shipbuilding Corporation была переведена в прямое подчинение холдинговой компании; до этого она была совместным предприятием Hitachi Zosen Corporation и NKK. В июле 2012 года была продана дочерняя компания Kawasaki Microelectronics (производство микроэлектроники). В 2013 году Universal Shipbuilding Corporation и IHI Marine United были объединены в совместное предприятие Japan Marine United. Также в 2013 году было создано совместное предприятие с индийской компанией JSW Steel.

## Деятельность
Объём производства стали на сталелитейных комбинатах группы в 2020 году составил 24,36 млн тонн, что соответствовало 14-му месту в мире и второму в Японии.
В списке крупнейших публичных компаний мира Forbes Global 2000 за 2021 год JFE Holdings заняла 1057-е место (313-е по размеру выручки и 791-е по активам)В списке Fortune Global 500 за 2021 год компания оказалась на 404-м месте.
Основные составляющие группы по состоянию на 2021 год:
- JFE Steel Corporation — производство стали; выручка 1,94 трлн иен.
- JFE Engineering Corporation — проектирование объектов в сферах энергетики, городской инфраструктуры и тяжёлой промышленности, переработка отходов, управление электросетями; выручка 475 млрд иен.
- JFE Shoji Corporation — торговля сырьём и готовой продукцией сталелитейной промышленности, цветными металлами, продовольствием и другими товарами; выручка 813 млрд иен.

Также у группы есть совместные предприятия в нескольких странах мира: California Steel в США, Fujian Sino-Japan Metal в Китае, Minas da Serra Geral в Бразилии.